# Cassiglio
Cassiglio ist eine italienische Gemeinde (comune) mit 104 Einwohnern (Stand 31. Dezember 2023) in der Provinz Bergamo, Region Lombardei. 

## Geographie
Cassiglio  liegt 45 km nördlich der Provinzhauptstadt Bergamo in der Valle Stabine, einem Seitental der Val Brembana. Die Gemeinde gehört der  Comunità Montana Valle Brembana und dem Parco delle Orobie Bergamasche an. Auf dem Gemeindegebiet im Valle di Cassiglio südlich der Ortschaft liegt der Lago di Cassiglio.
Die Nachbargemeinden sind Camerata Cornello, Cusio, Olmo al Brembo, Ornica, Piazza Brembana, Santa Brigida, Taleggio, Valtorta und Vedeseta.
Seit 1992 besteht eine Partnerschaft mit der französischen Gemeinde Le Pont-de-Planches in der Franche-Comté.

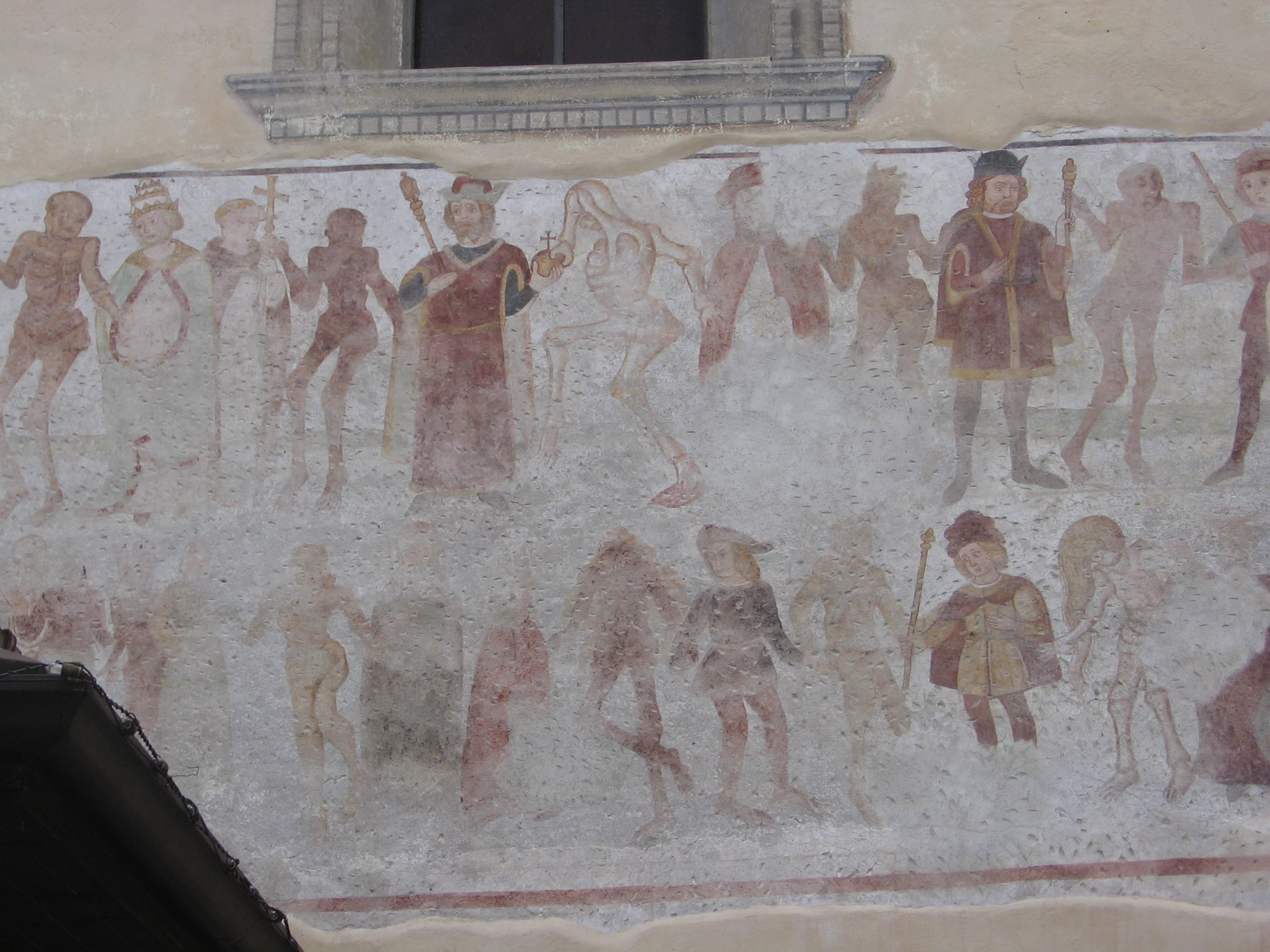
Totentanz an San Bartolomeo

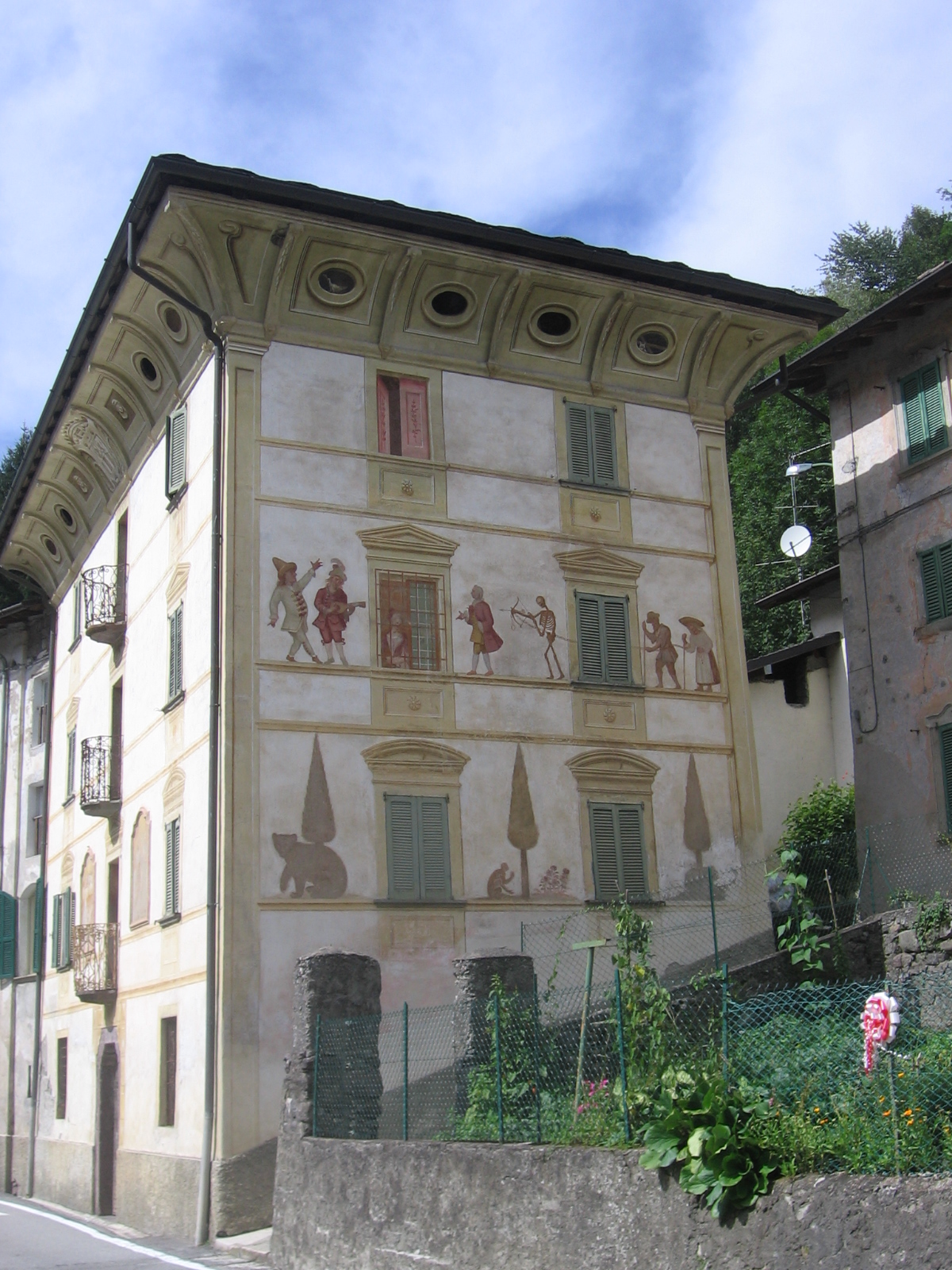
Casa Milesi

## Geschichte und Sehenswürdigkeiten
Ursprünglich als Contrada della “Squadra di Sopra” Teil der Kommune der Valle Averara, wurde Cassiglio 1647 eigenständige Gemeinde mit 300 Einwohnern. Von 1810 bis 1812 war Cassiglio mit Cusio vereinigt. Im Königreich Lombardo-Venetien steige die Einwohnerzahl bis auf 377 (1853). Die Volkszählung nach der Gründung des Königreichs Italien im Jahre 1861 ergab 429 Bewohner. Danach ist ein kontinuierlicher Rückgang der Einwohnerzahl zu beobachten (Censimento 1936: 185). Einen vorübergehenden leichten Anstieg der Bevölkerung zeigt die Volkszählung von 1951 mit 228. Bis 2008 reduzierte sich die Zahl der Bewohner fast um die Hälfte. Der Gemeinderat besteht aus zwölf Mitgliedern, die bei den Wahlen 2004 alle einer Bürgerliste (Lista civica) angehörten.
An der Außenwand der Pfarrkirche San Bartolomeo befindet sich eine Totentanzdarstellung aus der zweiten Hälfte des 15. Jahrhunderts, die Angelo Baschenis zugeschrieben wird. Eine weitere Totentanzdarstellung aus der Zeit um 1700 befindet sich neben anderen Fresken an der Casa Milesi.
Nach der lokalen Tradition wurden die Toten am Passo di Baciamorti von ihren Angehörigen zum letzten Mal gegrüßt, bevor sie auf dem alten Verbindungsweg ins Val Taleggio zur Beisetzung gebracht wurden.